# تيري ليهي (رائد أعمال)
تيري ليهي (بالإنجليزية: Terry Leahy)‏ هو رائد أعمال بريطاني، ولد في 28 فبراير 1956 في ليفربول في المملكة المتحدة.